# Saint-Ignat
Saint-Ignat település Franciaországban, Puy-de-Dôme megyében. Lakosainak száma 917 fő (2022. január 1.). Saint-Ignat Ennezat, Entraigues, Maringues, Martres-sur-Morge, Saint-André-le-Coq, Saint-Laure és Surat községekkel határos.

## Népesség
A település népessége az elmúlt években az alábbi módon változott:
| Lakosok száma | 829  | 857  | 894  | 903  | 909  | 915  | 921  | 920  | 917  |
|               | 2013 | 2015 | 2016 | 2017 | 2018 | 2019 | 2020 | 2021 | 2022 |